# Jüe-č’

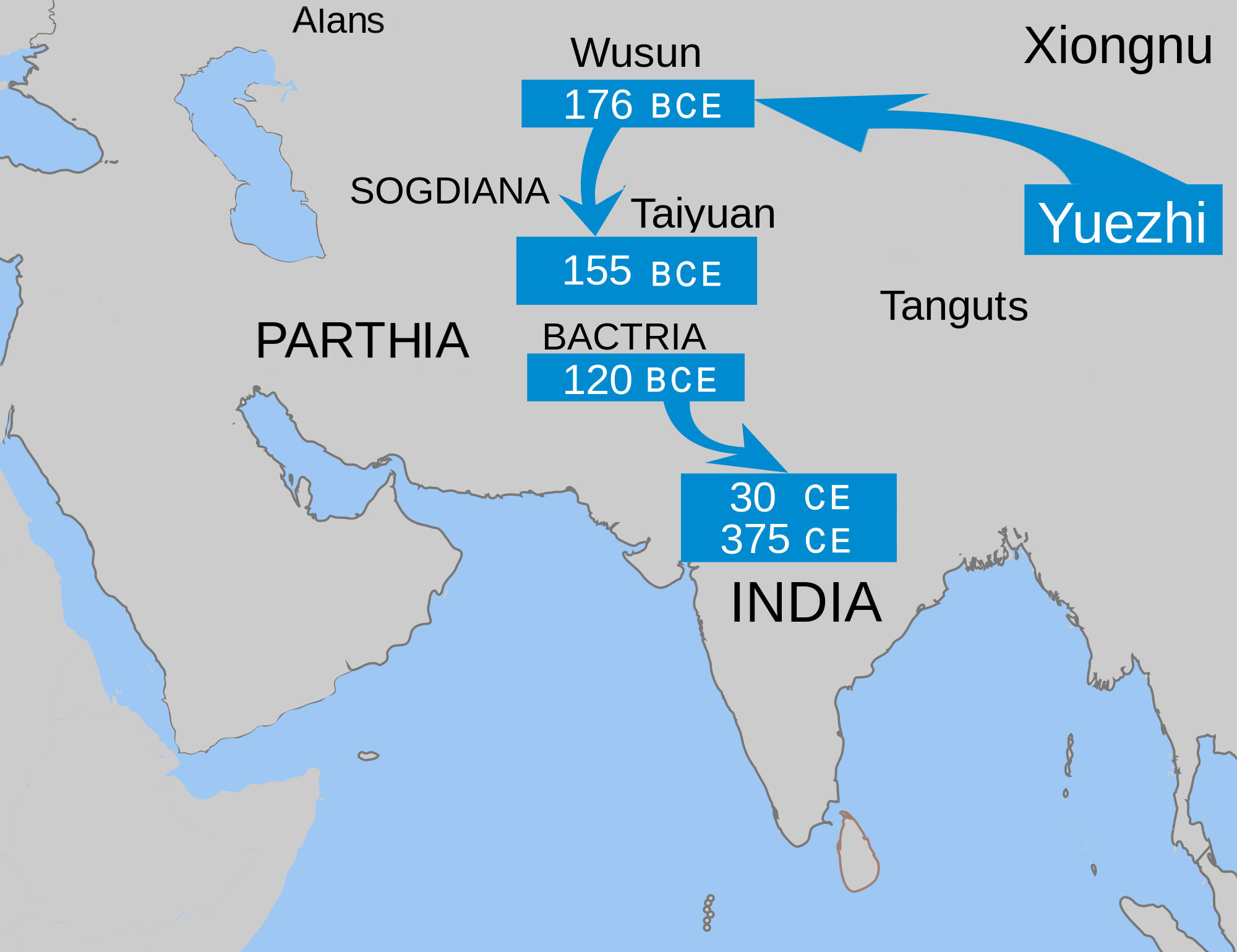
Mapka zachycující migraci Jüe-č'ů přibližně mezi lety 176 př. n. l. – 30 n. l.

Jüe-č' neboli Jüe-č'ové bylo indoevropské etnikum, které původně obývalo oblasti dnešní severozápadní Číny. Někdy v 2. století př. n. l. začali migrovat směrem na severozápad a poté jižním směrem, až dosáhli oblasti Transoxanie, Baktrie a nakonec i severozápadních oblastí Indického subkontinentu. V 1. století Jüe-č'ové založili v oblastech střední Asie Kušánskou říši, která bezmála po dvě století ovládala celou oblast.